# Makedra
Makedra est une commune de la wilaya de Sidi Bel Abbès en Algérie.

## Géographie
| Zahana (Wilaya de Mascara) | Zahana (Wilaya de Mascara) | Zahana (Wilaya de Mascara)   |
| Aïn El Berd                | Makedra                    | El Gaada (Wilaya de Mascara) |
| Aïn El Berd                | Aïn El Berd                | El Gaada (Wilaya de Mascara) |

## Toponymie
À l'époque coloniale française, le village s'appelait Lauriers-Roses.